# Golfo de Ancona

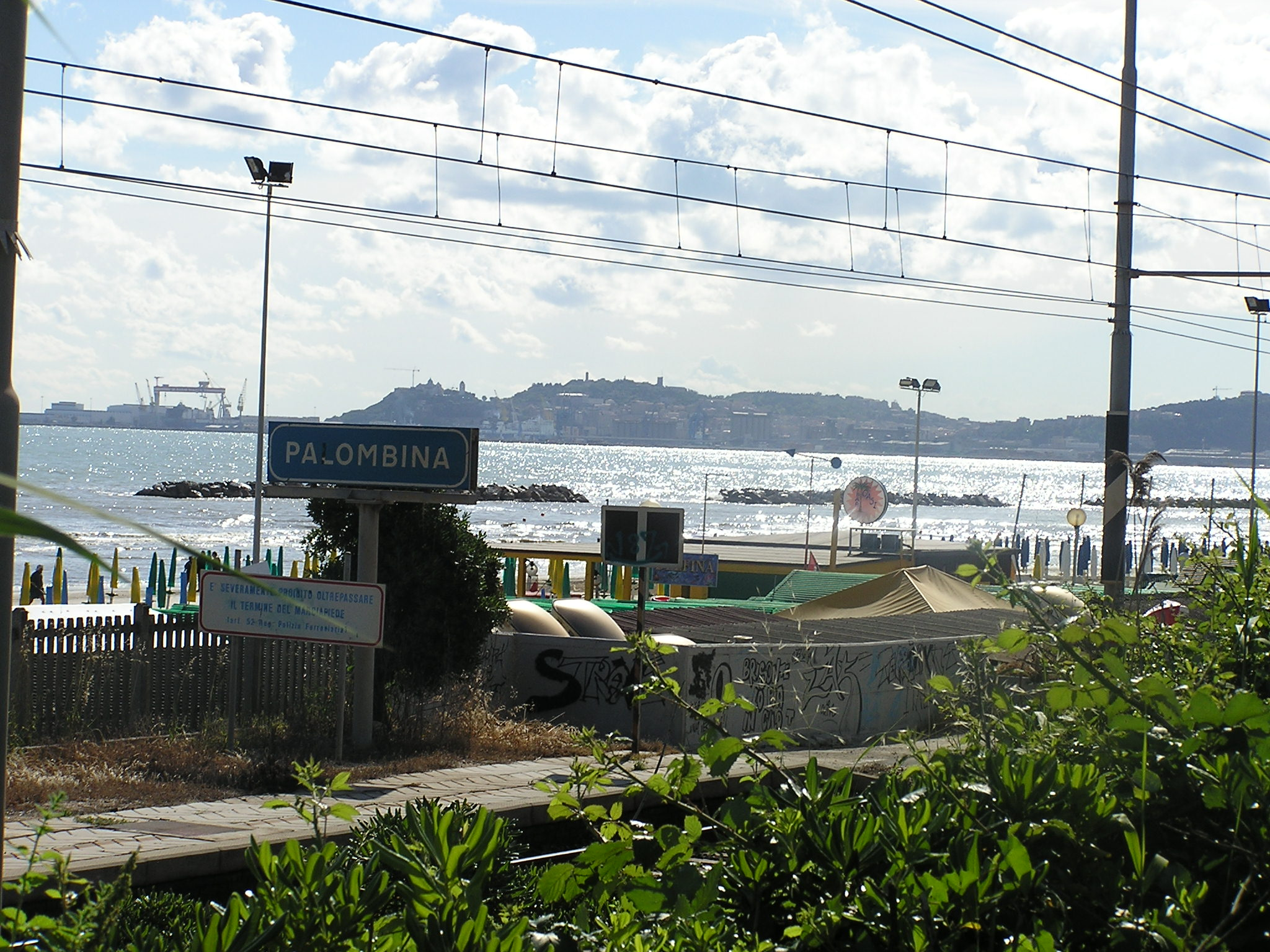
El golfo de Ancona visto desde la estación de tren de Palombina

El golfo de Ancona es un pequeño golfo o ensenada localizado en el tramo central de la costa italiana del mar Adriático, comprendido entre el promontorio de Ancona (última rama septentrional del monte Conero) y Falconara Marittima. Las dimensiones son limitadas, pero el golfo tiene también una cierta importancia geográfica, en cuanto es la única ensenada en el tramo litoral del Adriático comprendido entre el delta del Po y el golfo de Vasto.
El litoral del golfo está flanqueado por una línea ininterrumpida de núcleos habitados: el centro de la ciudad de Falconara, el barrio falconarés de Palombina vecchia, los barrios anconitanos de Palombina Nuova, Collemarino, Torrette, Palombella; se llega así al puerto de Ancona, al cual dan los antiguos rioni de los Archi, de Capodimonte y de San Pietro. Desde Falconara a la estación de tren central de Ancona la ensenada está rodeada por la vía Flaminia.
En el tramo que va desde Falconara a los Torrette el golfo está costeado de una playa arenosa muy frecuentada, especie en correspondencia de Palombina Nuova, Palombina Vecchia y Falconara. Para ir a la playa es necesario atravesar la vía Flaminia con mucho tráfico y la línea ferroviaria adriática y por ello hay muchos túneles y puentes. 
El tramo de mar entre Torrette y el centro de Ancona es el más resguardado de las ondas y de ahí que desde la antigüedad sea el puerto de Ancona. Una visión completa de todo el golfo se puede tener desde el piazzale de la catedral de Ancona. El panorama sobre este golfo (y sobre la cima de la catedral de Ancona que da a ella) caracteriza el paisaje de toda la costa de las Marcas desde Ancona hasta Senigallia.